# Institut polytechnique des sciences avancées
L'Institut polytechnique des sciences avancées (IPSA), école d'ingénieurs de l'air, de l'espace et de la mobilité durable, est l'une des 204 écoles d'ingénieurs françaises accréditées par la Commission des titres d'ingénieurs à délivrer le titre d'ingénieur diplômé.
Il s'agit d'un établissement d'enseignement supérieur privé, reconnu par l’État, spécialisé dans le domaine de l'aérospatiale qui a été fondé en 1961. Il est situé à Ivry-sur-Seine, Lyon et à Toulouse.
L'école est membre de la conférence des directeurs des écoles françaises d'ingénieurs (CDEFI), de l'union des grandes écoles indépendantes (UGEI) et appartient au groupe IONIS.

## Historique

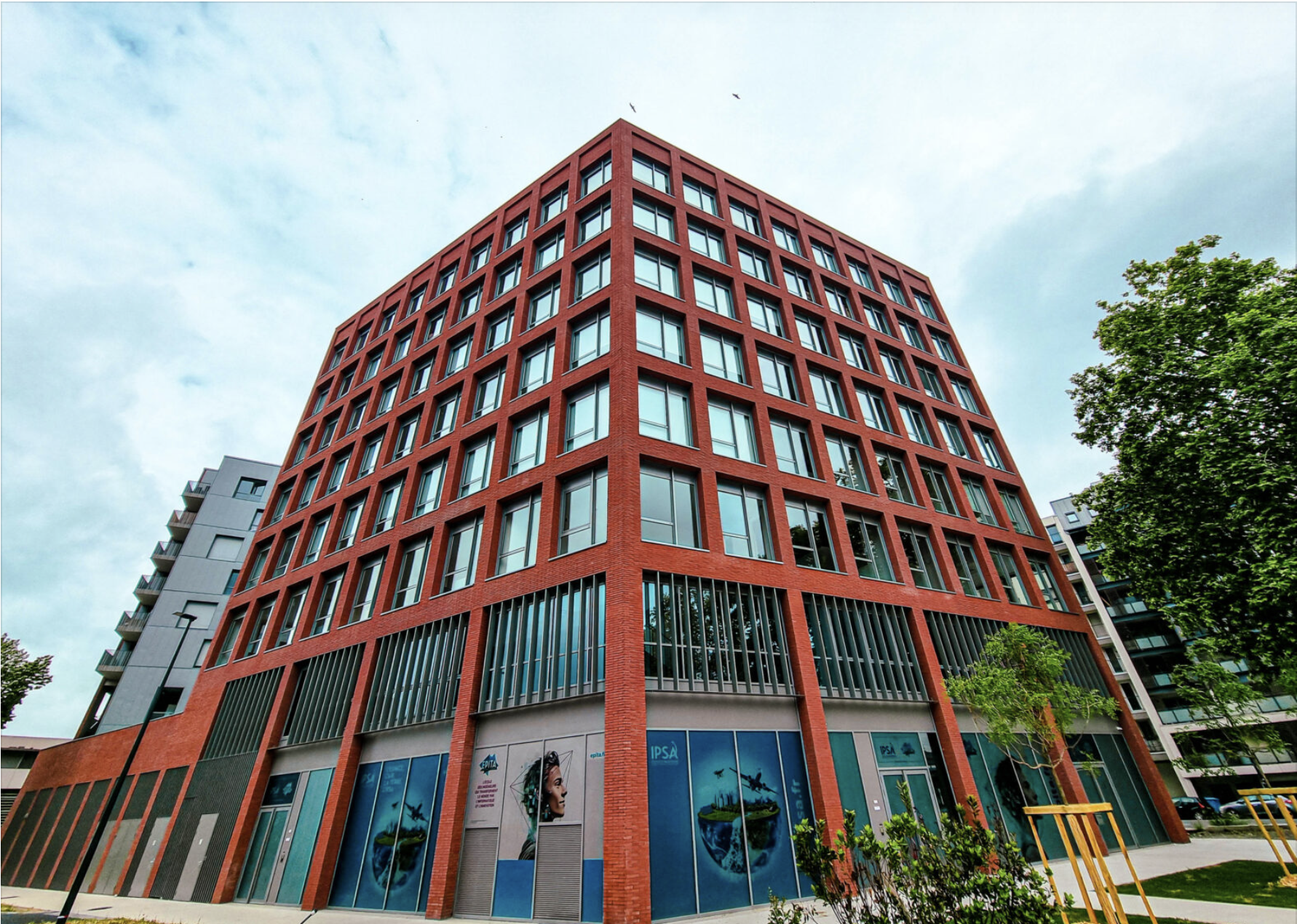
Entrée du campus de l'IPSA Toulouse

L'IPSA a été créé en 1961 à Paris par Michel Cazin, Maurice Pradier et Paul Lefort sous le nom d’Institut polytechnique des sciences appliquées. L’école est rachetée en 1999 par le Groupe IONIS. En 2001 elle est renommée Institut polytechnique des sciences avancées.
En 2005, le titre délivré par l'école est enregistré, après avis de la commission nationale de la certification professionnelle, au sein du Répertoire national des certifications professionnelles au niveau I. L'année 2006 voit l'institut accueillir le 6e congrès européen de la Mars Society visant à promouvoir l'exploration et la planète Mars et la conception de l'habitat martien. En 2007, elle ouvre un deuxième site à Toulouse dans le quartier Saint-Michel, signe la Charte Erasmus et conclut des accords de double diplôme avec des universités étrangères. À la suite de son implantation à Toulouse, l’établissement rejoint l’ISSAT au cours de l'année 2008. L'année suivante, l'IPSA adhère à Aerospace Valley, et déménage à Ivry-sur-Seine aux côtés de l'ESME Sudria.
À partir de 2010, elle est reconnue par l'État et obtient en 2011 l'habilitation par la commission des titres d'ingénieur (CTI) à délivrer un diplôme d'ingénieur. Elle obtient en 2018, le label européen EUR-ACE. Depuis le 1er janvier 2021, l'école est membre de l'Union des grandes écoles indépendantes et depuis le 20 juin 2023 de la Conférence des grandes écoles.
L'école organise chaque année le spectacle aérien IPS’AIR. La dernière édition a eu lieu en février 2023.

### Historique des directeurs
De septembre 2009 à février 2017, Hervé Renaudeau en est le directeur, avant que Francis Pollet ne lui succède[source insuffisante]. Ce dernier quitte ses fonctions fin juin 2022, remplacé par Valérie Cornetet, Directrice générale adjointe (également vice-présidente d’ENSTA Alumni), en binôme avec Stéphane Roberdet, Directeur de la formation. Le 1er juin 2023, l’école annonce la nomination d’Anne-Ségolène Abscheidt en tant que Directrice générale (également Vice-Présidente d’Ingénieurs et scientifiques de France)[source insuffisante], secondée par François Saidi.

## Enseignement
D'après la CTI l'intitulé du diplôme, en 2024, est le suivant :
| Intitulé du diplôme d'ingénieur                                                                  | Type                                      | Accréditation | Label   |
| ------------------------------------------------------------------------------------------------ | ----------------------------------------- | ------------- | ------- |
| Ingénieur diplômé de l’Institut polytechnique des sciences avancées sur le site d’Ivry-sur-Seine | Formation initiale sous statut d'étudiant | Maximale      | EUR-ACE |
| Ingénieur diplômé de l’Institut polytechnique des sciences avancées sur le site d’Ivry-sur-Seine | Formation initiale sous statut d'apprenti | Restreinte    | EUR-ACE |
| Ingénieur diplômé de l’Institut polytechnique des sciences avancées sur le site de Lyon          | Formation initiale sous statut d'étudiant | Restreinte    | EUR-ACE |
| Ingénieur diplômé de l’Institut polytechnique des sciences avancées sur le site de Toulouse      | Formation initiale sous statut d'étudiant | Maximale      | EUR-ACE |

En complément de la formation d’ingénieur, depuis 2017 l’IPSA délivre un diplôme de Bachelor en aéronautique en trois ans après le Baccalauréat[source insuffisante].

## Élèves
L'école compte parmi ses élèves les nageuses synchronisées françaises Charlotte et Laura Tremble (promotion 2025),,.

## Anciens élèves
- Cyril Bourlon de Rouvre, homme d'affaires et homme politique français (promotion 1965).
- Éric Boullier, directeur de l'écurie de Formule 1 Lotus F1 Team, puis McLaren Racing (promotion 1999)[27].
- Simon de la Bretèche, compétiteur international de voltige aérienne (promotion 2005)[28].
- Julien Simon-Chautemps, ancien ingénieur de course de l’écurie de Formule 1 Sauber (promotion 2002)[29] et maintenant consultant de la chaine Canal + lors des Grands Prix de Formule 1.